# Умов, Алексей Иванович
Алексей Иванович Умов (2 [14] июля 1854, Русский Юрткуль, Казанская губерния — 8 ноября 1918, Аша-Балашовский завод, Уфимская губерния) ― управляющий Симским горным округом в 1883―1918 годах, основатель Аша-Балашовского завода.

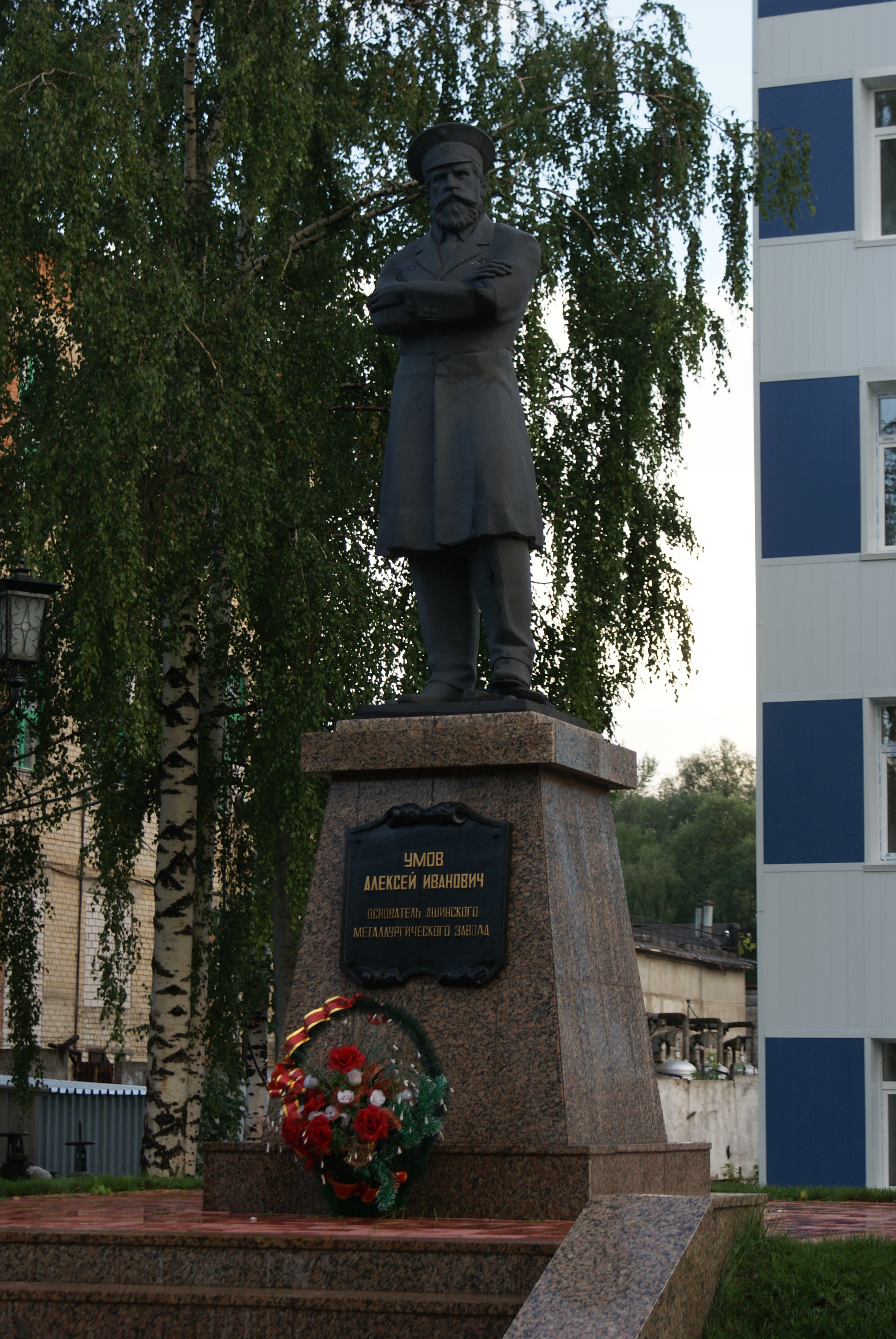
Памятник Умову А.И. в Аше

## Биография
Родился 2 июля 1854 года, крещён 10 июля в Архангельской церкви в селе Юрткуль Спасского уезда Казанской губернии в семье горных инженеров Ивана Павловича Умова (1811―1876) и Анастасии Александровны Бригген (1824―1874). В семье было 8 детей: 4 сёстры Любовь Ивановна Пальчикова (17.02.1850―1938), Мария (04.10.1855―21.04.1933), София (1845―?), Надежда (1849―?) и 3 брата Павел (21.02.1851―?), Михаил (12.01.1857―05.1921), Пётр (1860―?). В 1860 году
семья Умовых переселилась в Уфу.
В возрасте 10 лет поступил в Уфимскую гимназию. Окончил Санкт-Петербургский горный институт в 1878 году по первому разряду.
Службу начал в 1879 году на Катав-Ивановских заводах князя Константина Эсперовича Белосельского-Белозерского. Служил управителем Юрюзанского завода в 1883—1885 годах, управителем Симского завода в 1885—1889 годах, затем управляющим Симским горным округом в 1889—1918 годах, директором правления и директор-распорядителем акционерного общества Симского горнозаводского округа в 1913—1918 годах. Занимался  реконструкцией Симского и Миньярского заводов. В 1898 году вводил в эксплуатацию Аша-Балашовский завод, занимался техническим перевооружением Бакальских рудников, в период его деятельности сооружена воздушно-канатная дорога, соединившая Тяжелый рудник № 1 и Южной печи, открыты городские училища и ремесленные в заводских поселках, библиотеки-читальни, народные дома, способствовал выдаче ссуды в 5 тысяч рублей крестьянам, хозяйства которых пострадали от падежа скота в 1891 году, занимался постройкой мартеновской фабрики на Лысьвенском заводе в 1898―1901 годах, куда привлёк инженера В. Г. Шухов, московскую «Строительную контору А. В. Бари», московское оборудование.
Алексей Иванович был убит в 8 ноября 1918 года в своей собственной квартире в Аша-Балашовском заводе Уфимского уезда Уфимской губернии. Похоронен 10 ноября 1918 года рядом с могилой жены в ограде церкви Дмитрия Солунского.
Семья
- Жена Мария Ивановна Мостовенко (1860―1914 или 1915[5]);
- Сын Алексей Алексеевич Умов (1883―1970)[1];
- Сын Иван Алексеевич Умов (1885―1933)[1];
- Дочь Мария Алексеевна Умова (1890―?);
- Сын Павел Алексеевич Умов (1885―1934);
- Дочь Екатерина Алексеевна Умова (1899―1986).

Память
Его именем назван ручей (правый приток реки Аша).
15 июля 2005 года в Аше открылся памятник Алексею Ивановичу Умову. На барельефе памятника выбито: «Умов Алексей Иванович. Основатель Ашинского металлургического завода».

## Вклад в науку
27 июля 1899 года уральская экспедиция под руководством Д. И. Менделеева посещала Симский завод, пояснения в ходе осмотра проводил лично управитель завода Алексей Иванович. В конце разговора Алексей Иванович резюмировал: «Дайте Уралу каменный уголь, железные дороги,
да отымите страду, и из Урала выйдет вторая Бельгия».

## Награды и чины
За свои достижения был неоднократно отмечен:
- 1884 — коллежский асессор;
- 1892 — коллежский секретарь[4];
- орден Святой Анны II степени;
- орден Святой Анны III степени;
- орден Святого Станислава III степени;
- 1914 ― статский советник.